# Ixodes zaglossi
Ixodes zaglossi är en fästingart som beskrevs av Glen M. Kohls 1960. Ixodes zaglossi ingår i släktet Ixodes och familjen hårda fästingar. Inga underarter finns listade i Catalogue of Life.